# Evan Oliphant
Pour les articles homonymes, voir Oliphant.
Evan Oliphant (né le 8 janvier 1982 à Wick en Écosse) est un coureur cycliste britannique, professionnel de 2005 à 2016. 

## Palmarès
- 2003
  - 3eb étape du Tour of the North
  - 2e du Tour of the North
- 2005
  - 2e du Beaumont Trophy
- 2006
  - Beaumont Trophy
  - Colne Grand Prix
  - Ryedale Grand Prix
  - 4e étape du Tour de Wellington
  - 3e du Tour de Wellington
- 2007
  - 9e étape du Tour de Tasmanie
  - 3e du Tour de Bright
- 2008
  - 2e étape des Mersey Roads Two Day
  - 2e des Mersey Roads Two Day
  - 3e du Premier Calendar Road Series
- 2011
  - 1re étape du Tour de République tchèque (contre-la-montre par équipes)
  - 2e du Ryedale Grand Prix
- 2013
  - Premier Calendar (en)
  - Tour of the Reservoir (en) :
    - Classement général
    - 2e étape
- 2014
  - Champion d'Écosse sur route
  - 2e étape du Tour of the Reservoir (en)
- 2016
  - Champion d'Écosse sur route

### Classements mondiaux
| Année            | 2005 | 2006 | 2007 | 2008 | 2009 | 2010 | 2011  | 2012 | 2013 | 2014 |
| ---------------- | ---- | ---- | ---- | ---- | ---- | ---- | ----- | ---- | ---- | ---- |
| UCI America Tour |      |      |      |      |      |      |       | 331e |      |      |
| UCI Asia Tour    |      | 128e |      |      |      |      |       |      |      |      |
| UCI Europe Tour  | 862e |      |      | 711e | 999e |      | 1077e |      |      | 817e |
| UCI Oceania Tour |      | 24e  |      |      |      |      |       |      |      |      |